# Phare de Fort Point (Californie)
Le phare de Fort Point est un phare qui est situé sur Fort Point, directement sous le mouillage sud du pont du Golden Gate en baie de San Francisco, dans le Comté de San Francisco (État de la Californie), aux États-Unis.
Ce phare était géré par la Garde côtière américaine, et les phares de l'État de Californie sont entretenus par le District 11 de la Garde côtière .
Il est inscrit au Registre national des lieux historiques depuis 1970 le 3 septembre 1991 ,.

## Histoire
Il y a eu trois phares à Fort Point. Le phare original, construit en 1853, était un phare du style de celui de Cap Cod, avec une tour intégrale. Il n'a duré que trois mois et n'a jamais été allumé. En attendant l'arrivée de son objectif de Paris, il a été démoli pour faire place au fort de l'United States Army .
Le deuxième phare de Fort Point était une tour massive en bois de  11 m dont les quatre côtés s'inclinaient vers le haut, la salle carrée de la lanterne. Il a été construit sur un rebord étroit entre le fort et l'eau. En 1855, la lumière derrière sa lentille de Fresnel de 4e ordre a été mise en service. L'érosion a miné ses fondations, et en 1863, il a été démoli pour faire place à une digue plus grande.
Le troisième phare de Fort Point a été construit au sommet du mur du fort. C'était à l'origine une petite tour en poutrelles métalliques avec une lentille de 5e ordre. En 1902, l'objectif a été amélioré avec un objectif de 4e ordre, qui produit alternativement des flashs blancs et rouges.
En 1933, lorsque les travaux sur le pont du Golden Gate commencèrent, un signal de brume et un feu de navigation furent placés à la base de la tour sud du pont. En 1934, lorsque les tours du pont du Golden Gate furent terminées, le phare fut désactivé. Le pont bloquait une grande partie de la lumière du phare et, comme les tours mesuraient 226 m de haut, elles offraient un avertissement plus visible aux navigateurs.
Identifiant : ARLHS : USA-295 .
|                                    |
| Le phare - Fort Point (Californie) |

|                          |
| Fort Point (Golden Gate) |

### Lien connexe
- Liste des phares de la Californie